# Piede (metrica)
Nella metrica classica il piede (in greco antico: ποῦς?, poûs; in latino pes), così chiamato perché il ritmo si batteva con il piede, era formato da un gruppo di due o più sillabe brevi e lunghe che costituivano la misura del verso.
Nel piede vi sono due elementi distinti, uno forte chiamato arsi e segnato dall'ictus, uno più debole chiamato tesi dove la voce si abbassa.
Per quanto riguarda il ritmo, si deve far distinzione tra il piede ascendente che inizia dalla tesi e diventa più forte verso l'arsi, e il piede discendente che comincia dall'arsi per decrescere verso la tesi.
I piedi principali erano il trochèo, il giambo, il dàttilo, lo spondèo, l'anapesto e l'anfìbraco. Unendo più piedi veniva a formarsi il verso come l'esametro, il pentametro, il senario, l'adonio e altri.
Nella metrica italiana moderna vengono chiamati piedi quei gruppi di versi che formano le strofe della canzone o la stanza di una ballata o anche le prime due quartine del sonetto.
La metrica del Novecento esalta la funzione del piede per la sua autonomia di contro all'isosillabo e quindi al verso libero.
Il piede è  pertanto l'unità ritmica, codificata dalla dottrina metrica antica, alla base della versificazione basata sulla quantità sillabica greca e latina.
Un piede proprio è composto da almeno due sillabe e da almeno tre morae.

## Classificazione dei piedi

### Piedi di duemorae
- pirrichio: ∪ ∪

### Piedi di tremorae
- giambo: ∪ –
- trocheo: – ∪
- tribraco: ∪ ∪ ∪

### Piedi di quattromorae
- dattilo: – ∪ ∪
- anapesto: ∪ ∪ –
- spondeo: – –
- anfibraco:  ∪ – ∪
- proceleusmatico: ∪ ∪ ∪ ∪

### Piedi di cinquemorae
- peone primo: – ∪ ∪ ∪
- peone secondo: ∪ – ∪ ∪
- peone terzo: ∪ ∪ – ∪
- peone quarto: ∪ ∪ ∪ –
- baccheo: ∪ – –
- antibaccheo o baccheo rovesciato: – – ∪
- cretico – ∪ –

### Piedi di seimorae
- digiambo: ∪ – ∪ –
- ditrocheo: – ∪ – ∪
- ionico a minore: ∪ ∪ – –
- ionico a maiore: – – ∪ ∪
- coriambo: – ∪ ∪ –
- antispasto: ∪ – – ∪
- molosso: – – –

### Piedi di settemorae
- epitrito primo: ∪ – – –
- epitrito secondo: – ∪ – –
- epitrito terzo: – – ∪ –
- epitrito quarto: – – – ∪

### Piedi di ottomorae
- docmio (forma base): ∪ – – ∪ –
- ipodocmio: – ∪ – ∪ –
- dispondeo: – – – –

Di questo ampio repertorio, alcuni piedi sono solo ipotetici o si incontrano eccezionalmente, come l'anfibraco, il peone terzo, l'antispasto, l'epitrito primo e quarto, il palinbaccheo, il dispondeo, il pirrichio o il peone secondo; alcuni piedi quadrisillabici si possono ridurre a sizigie di piedi bisillabi, come il digiambo, l'epitrito terzo e secondo, il ditrocheo; il pirrichio non ha esistenza propria ma costituisce parte o sostituzione di altri piedi; altri non hanno esistenza propria, ma esistono solo come risoluzione di una sillaba lunga in due sillabe brevi nei piedi più corti, come il tribraco, il proceleusmatico, il peone primo e quarto.
I dieci che restano sono detti prototipi (o anche archigona sott. metra, in latino), in quanto sono i metri base per la formazione di tutti i tipi di cola e versi possibili. Essi sono
1. il giambo,
2. il trocheo,
3. lo spondeo,
4. l'anapesto,
5. il dattilo,
6. il cretico,
7. il coriambo,
8. il baccheo,
9. lo ionico (a minore e a maiore)
10. il docmio (che è considerato però un piede composto)

## Il ritmo dei piedi
Ogni piede era, ritmicamente parlando, diviso in due parti: il tempo forte (di norma una o due sillabe lunghe, cioè almeno due more), portatore dell'accento metrico, e il tempo debole, (costituito da sillabe brevi o da una lunga), le quali venivano scandite, secondo la testimonianza degli antichi, dall'abbassare e alzare del piede o del dito. Per tale consuetudine, il tempo debole viene definito dagli autori antichi arsi (dal verbo aírō, sollevare) e il tempo forte tesi (dal verbo títhēmi, appoggiare).
N.B. Nella trattatistica medievale minore i termini arsi e tesi hanno subito  un processo di inversione semantica, presumibilmente in concomitanza col passaggio dalla metrica quantitativa a quella accentuativa: il termine arsis da un originario sublatio pedis (sollevamento del piede o del dito) fu erroneamente reinterpretato sublatio vocis (intesa come tempo debole), e thesis da un originario positio pedis (battuta, colpo del piede o del dito) fu reinterpretato come positio vocis (inteso come tempo forte). 
Tale inversione è stata mutuata completamente nella teoretica musicale moderna, e viene a tutt'oggi correntemente accettata per via dell'analogia tra il movimento fisico discendente più facilmente esperibile nella prassi strumentale, così come tramandato dalla relativa didattica moderna (si pensi all'arcata "in giù" o al colpo delle percussioni), la chironomia praticata nelle scuole di teoria e solfeggio e l'idea di forza inerziale associata a un vettore discendente. Su tale scorta, nella trattatistica metrica moderna i due termini vengono spessissimo invertiti; in tal modo tesi va a indicare erroneamente il tempo forte e l'arsi il tempo debole. Ciononostante la trattatistica medievale più eminente preserva la più corretta associazione tra sollevamento del piede - o del dito - ed innalzamento della Voce (arsi e elevatio) e abbassamento del piede - o del dito - e ripiego della voce (tesi e deposito).
Quando l'arsi precede la tesi, il ritmo del piede è discendente; quando invece la tesi precede l'arsi, il ritmo è ascendente.

## Il genere dei piedi
Inoltre, a seconda dei rapporti numerici esistenti tra arsi e tesi, gli antichi dividevano i piedi in quattro generi:
- il genos ison, a proporzione 1:1, come lo spondeo, l'anapesto, il dattilo e il coriambo
- il genos diplasion a proporzione 1:2, come il giambo, il trocheo, lo ionico a minore e lo ionico a maiore.
- il genos hēmiólion, a proporzione 2:3, come il cretico e il baccheo
- il genos epítrition, a proporzione 3:4, a cui appartengono gli epitriti se considerati come piedi indipendenti.

## Trasformazioni dei piedi prototipici
I piedi prototipici possono subire, nel contesto di un verso, varie trasformazioni:
- possono perdere o acquisire una sillaba all'inizio e alla fine (piede acefalo, procefalo, catalettico, ipercatalettico)
- possono subire anaclasi
- possono essere rimpiazzati da un piede secondario dallo stesso valore metrico (ad esempio un giambo ∪– può essere sostituito da un tribraco ∪∪∪, che vale sempre tre morae)
- in alcuni contesti, una sillaba breve può essere sostituita da una sillaba lunga (ad esempio, la prima lunga di un metro giambico). Tale lunga, che non ha una durata di due morae, ma ha un valore intermedio fra una e due morae, viene detta lunga irrazionale, in quanto la sua presenza turba i rapporti proporzionali del verso (se la proporzione del giambo è 1:2 e dello spondeo 1:1, la lunga irrazionale assume un valore intermedio, non esprimibile tramite numeri naturali).